# Sérandite
La sérandite è un minerale.